# 大成会 (学習塾)
合同会社大成会（たいせいかい、英: TAISEIKAI LLC.）は、北海道札幌市を拠点に展開する学習塾・予備校である。
2013年に本社となる合同会社大成会を創業し、受験という難事を成し遂げることを意味する「大成」の文字を屋号に冠する「大成会 北15条教室」を設立する。
北海道大学の医学部生講師とプロ講師による受験指導を行う「チーム個別指導」を強みに、小学生、中学生、高校生、不登校の生徒まで幅広く対応する学習塾・予備校として現在も店舗を拡大している。
また、家庭教師プラス（本社札幌市）とは業務提携を結び、定期的に講師勉強会など行っている。

## 企業情報

### 本社[1]
| 社名           | 代表      | 住所                                                      | 電話         |
| -------------- | --------- | --------------------------------------------------------- | ------------ |
| 合同会社大成会 | 池端 祐次 | 〒001-0015 北海道札幌市北区北15条西4丁目2-27 北15条ビル2F | 0120-519-509 |

## 沿革
| 日付       | 事業                                                       |
| ---------- | ---------------------------------------------------------- |
| 2013年11月 | 合同会社大成会を創業                                       |
| 2013年11月 | 札幌市北区に「北15条教室」を設立                           |
| 2018年1月  | 札幌市東区に「元町教室」を設立（合同会社A.C によるFC運営） |
| 2021年10月 | 札幌市北区に「新琴似校」を設立                             |

## 授業
希望に応じて週1回～3回、90分または120分の単位で授業 が行われる。
いずれの教室も定休日は日曜日で、9時～22時まで受け付けている。
- 小学生コース
- 中学受験コース
- 中学生コース
- 中高一貫校コース
- 高校生コース
- 不登校専門サポートコース

## 講師
2021年1月現在、北大医学部医学科講師27名（薬学部1名、法学部1名）のスタッフが講師 として指導する。

## 合格実績
2023年の合格実績 は以下の通りである。
- 中学受験：合格率68.8%(第一志望)／91%(第二志望)
- 高校受験：合格率97.0%(第一志望)／100%(第二志望)
- 大学受験：合格率79.8%(第一志望)／100%(第二志望)

## メディアの紹介・出演
- 2014年1月さっぽろ村ラジオで大成会が紹介される
- 2014年8月HBCラジオ ジョージア朝ドキッ！リクエストで大成会北15条教室が出演